# Nicolas Andrade
Nicolas David Andrade, noto anche con lo pseudonimo di Nicolas (Colorado do Oeste, 12 aprile 1988), è un calciatore brasiliano, portiere del Pisa.

## Caratteristiche tecniche
È un portiere elastico, esplosivo, veloce negli spostamenti, bravo nelle uscite alte e a giocare con i piedi.

## Carriera

### Verona e prestiti
Prelevato dal Verona a 22 anni, nel gennaio 2011, quando la squadra veronese militava in Lega Pro Prima Divisione. Ha ricoperto il ruolo di riserva per quattro stagioni, ottenendo due promozioni. Ha esordito in Serie A il 18 maggio 2014, all'ultima di campionato, in Napoli-Verona (5-1).
Nella stagione 2014-2015 è stato ceduto in prestito in Serie B alla Virtus Lanciano dove ha giocato da titolare. Nel luglio 2015, dopo aver rinnovato con il Verona, passa al Trapani in prestito con diritto di riscatto e controriscatto a favore degli scaligeri.
Nell'estate 2016 fa ritorno al Verona trovando un posto da titolare durante la stagione 2016-2017 e ottenendo a fine campionato la promozione in Serie A con il club scaligero. Confermato come portiere titolare anche in massima serie, per la stagione 2017-2018, a fine anno retrocede.

### Udinese
Nel luglio 2018 viene acquistato in prestito dall'Udinese. Dopo una stagione in cui ha giocato una sola gara (in Coppa Italia contro il Benevento), il 18 luglio 2019 viene riscattato dai friulani.
Dopo avere giocato altre 2 gare in Coppa Italia nel 2019-2020, l'anno successivo, a seguito dell'infortunio del titolare Juan Musso, gioca la sua prima gara in massima serie con i friulani nel successo per 3-2 contro il Parma.

### Reggina e Pisa
Il 13 gennaio 2021 viene ceduto a titolo definitivo alla Reggina. Il 10 giugno seguente, in scadenza di contratto, viene tesserato dal Pisa, con cui firma un biennale.

## Statistiche

### Presenze e reti nei club
Statistiche aggiornate al 13 maggio 2025.
| Stagione             | Squadra              | Campionato           | Campionato | Campionato | Coppe nazionali | Coppe nazionali | Coppe nazionali | Coppe continentali | Coppe continentali | Coppe continentali | Altre coppe | Altre coppe | Altre coppe | Totale | Totale |
| Stagione             | Squadra              | Comp                 | Pres       | Reti       | Camp            | Pres            | Reti            | Camp               | Pres               | Reti               | Comp        | Pres        | Reti        | Pres   | Reti   |
| -------------------- | -------------------- | -------------------- | ---------- | ---------- | --------------- | --------------- | --------------- | ------------------ | ------------------ | ------------------ | ----------- | ----------- | ----------- | ------ | ------ |
| 2010                 | Atlético Minero      | A+CM                 | 0+5        | -6         | CB              | 0               | 0               | -                  | -                  | -                  | -           | -           | -           | 5      | -6     |
| gen.-giu. 2011       | Verona               | 1D                   | 0          | 0          | CI+CI-LP        | -               | -               | -                  | -                  | -                  | -           | -           | -           | 0      | 0      |
| 2011-2012            | Verona               | B                    | 0          | 0          | CI              | 1               | 0               | -                  | -                  | -                  | -           | -           | -           | 1      | 0      |
| 2012-2013            | Verona               | B                    | 2          | -3         | CI              | 0               | 0               | -                  | -                  | -                  | -           | -           | -           | 2      | -3     |
| 2013-2014            | Verona               | A                    | 1          | -5         | CI              | 0               | 0               | -                  | -                  | -                  | -           | -           | -           | 1      | -5     |
| 2014-2015            | Lanciano             | B                    | 35         | -40        | CI              | 2               | -1              | -                  | -                  | -                  | -           | -           | -           | 37     | -41    |
| 2015-2016            | Trapani              | B                    | 40+4       | -47 + -3   | CI              | 2               | -1              | -                  | -                  | -                  | -           | -           | -           | 46     | -51    |
| 2016-2017            | Verona               | B                    | 42         | -40        | CI              | 2               | -2              | -                  | -                  | -                  | -           | -           | -           | 44     | -42    |
| 2017-2018            | Verona               | A                    | 36         | -71        | CI              | 1               | -1              | -                  | -                  | -                  | -           | -           | -           | 37     | -72    |
| Totale Hellas Verona | Totale Hellas Verona | Totale Hellas Verona | 81         | -119       |                 | 4               | -3              |                    | -                  | -                  |             | -           | -           | 85     | -122   |
| 2018-2019            | Udinese              | A                    | 0          | 0          | CI              | 1               | -2              | -                  | -                  | -                  | -           | -           | -           | 1      | -2     |
| 2019-2020            | Udinese              | A                    | 0          | 0          | CI              | 2               | -4              | -                  | -                  | -                  | -           | -           | -           | 2      | -4     |
| 2020-gen. 2021       | Udinese              | A                    | 2          | -5         | CI              | 0               | 0               | -                  | -                  | -                  | -           | -           | -           | 2      | -5     |
| Totale Udinese       | Totale Udinese       | Totale Udinese       | 2          | -5         |                 | 3               | -6              |                    | -                  | -                  |             | -           | -           | 5      | -11    |
| gen.-giu. 2021       | Reggina              | B                    | 21         | -20        | CI              | -               | -               | -                  | -                  | -                  | -           | -           | -           | 21     | -20    |
| 2021-2022            | Pisa                 | B                    | 35+4       | -32 + -7   | CI              | 1               | -3              | -                  | -                  | -                  | -           | -           | -           | 40     | -42    |
| 2022-2023            | Pisa                 | B                    | 28         | -35        | CI              | 1               | -1              | -                  | -                  | -                  | -           | -           | -           | 29     | -36    |
| 2023-2024            | Pisa                 | B                    | 31         | -42        | CI              | 1               | -1              | -                  | -                  | -                  | -           | -           | -           | 32     | -43    |
| 2024-2025            | Pisa                 | B                    | 1          | -1         | CI              | 1               | -1              | -                  | -                  | -                  | -           | -           | -           | 2      | -2     |
| Totale Pisa          | Totale Pisa          | Totale Pisa          | 95+4       | -110 + -7  |                 | 4               | -6              |                    | -                  | -                  |             | -           | -           | 103    | -123   |
| Totale carriera      | Totale carriera      | Totale carriera      | 288        | -356       |                 | 15              | -17             |                    | -                  | -                  |             | -           | -           | 303    | -373   |